# 电缆登陆点
电缆登陆点（英語：cable landing point）（也称电缆着陆点、海缆登陆点，或对光纤线缆称为光缆登陆点）是海底或其他水下电缆的登陆位置。此词大多指海底通信电缆和海底电力电缆的登陆点。登陆可以是直接的点对点电缆系统，或者使用海底分支单元作为连向主电缆的分支。分支可能长达数公里。
电缆登陆点通常选定在以下地区：

在孟加拉国Cox's Bazar的SEA-ME-WE 4登陆点

1. 海上交通很少，以最小化电缆被船锚或拖网操作损坏的风险；
2. 有轻微倾斜，沙质或粉质的海底，使电缆可以被埋藏，以最小化损坏几率；
3. 没有强潮流，避免露出埋藏的电缆或潜在地移动电缆。

符合上述条件的位置是罕见的，因此它们通常是多个电缆系统的共用登陆点，例如：
- Widemouth Bay（英语：Widemouth Bay），位于英国康沃爾郡的布德附近，几条海底电信电缆在此上岸：
  - Apollo (North)（英语：Apollo (submarine communications cable)）
  - TAT-8
  - TAT-14（英语：TAT-14）
  - Yellow (AC2)（英语：AC-2 (cable system)）
- Blaabjerg（英语：Blaabjerg），位于丹麦，下列电缆在此上岸：
  - CANTAT-3（英语：CANTAT-3）
  - DANICE（英语：DANICE）
  - ODIN（英语：ODIN (cable system)）
  - TAT-14（英语：TAT-14）
  - UK-Denmark 4（英语：UK-Denmark 4）
- 新加坡樟宜，下列电缆在此上岸：
  - APCN
  - ASEAN (电缆系统)（英语：ASEAN (cable system)）
  - C2C
  - TIISCS（英语：TIISCS (cable system)）
  - TIS (电缆系统)（英语：TIS (cable system)）
- 印度金奈，下列电缆在此上岸：
  - i2i（英语：i2i）
  - SEA-ME-WE 4
  - TIISCS（英语：TIISCS (cable system)）
  - BRICS (电缆系统)（英语：BRICS (cable system)）

通常来说，它们附近将有一个电缆登陆站或电缆终端站供多个电缆系统共享使用，但在某些情况下，电缆也可能铺设在到达内陆终止点之前的位置。
取决于需求，它可能还需要一个电缆登陆站（cable landing station），例如为海底电缆的海底中继器或放大器提供电力。施加到电缆上的电压可能很高，典型的跨大西洋海底电信电缆系统的电压为3,000至4,000伏特，跨通道电信电缆系统为1,000伏特。海底电力电缆可以在若干千伏下工作：例如，Fenno-Skan电力线缆以400千伏直流电运行。
电缆终端站（cable termination station）是海底电缆连接到陆基基础设施或网络的站点。电缆终端站可能与电缆登陆站使用相同的设施，或者可以在很远之外。终端站通常是以高容量“回程”陆基网络连接到高需求区域的点位（通常是高人口密度的中心），而不是电缆登陆点/登陆站/终端站的通常远端位置。一个例子是连接澳大利亚至夏威夷的Endeavour电缆系统，该电缆登陆点在悉尼位于Tamarama Beach，距离在Paddington的电缆登陆站有一定距离。
对于电力电缆，术语“电缆终端站”不是很严谨。它是水下电缆的终止点，或者架空电力线的起始点，或如果整条线路都为电缆——则是地面上的第一个电缆套管。但是，与电网连接的变电站或HVDC静态逆变器厂也可称之为电缆终端站。不过，这个站点可能远离海岸。